# Toive Aartolahti
Toive Yrjö Aleksi Aartolahti, född 6 oktober 1934 i Ruovesi, är en finländsk geograf.
Aartolahti blev filosofie doktor 1966 och var professor i geografi vid Helsingfors universitet 1976–1998. Han hörde till de ledande naturgeograferna under 1960- och 1970-talen och utmärkte sig som en utvecklare av karttolkning, som han använde sig av i sin forskning i geomorfologi. På 1970-talet var han med om att förnya och utveckla geografiundervisningen i skolorna, bland annat genom att nya forskningsrön infördes i skolundervisningen. Arbetet resulterade bland annat i boken Maantiede lukioita ja aikuisopiskelijoita varten (1976).
Han var 1968–1994 medlem av studentexamensnämnden och dess ordförande 1994–1997. År 1934 utnämndes han till ledamot av Finska Vetenskapsakademien.